# For Monkeys
For Monkeys é o terceiro álbum da banda sueca de punk rock Millencolin, gravado em janeiro de 1997 em Örebro e lançado em 20 de abril de 1997 na Suécia e em 20 de maio de 1997 nos Estados Unidos da América. Com duração de 30:26 minutos, as gravadoras que distribuiram o CD foram a Burning Heart Records e a Epitaph Records. Inicialmente intitulado Four Monkeys por causa do número de integrantes da banda (quatro), alguém sugeriu For Monkeys por ser um título melhor, então a banda acatou a sugestão.

## Faixas
1. "Puzzle" – 2:38
2. "Lozin' Must" – 2:12
3. "Random I Am" – 2:40
4. "Boring Planet" – 2:06
5. "Monkey Boogie" – 2:26
6. "Twenty Two" – 2:55
7. "Black Gold" – 2:30
8. "Trendy Winds" – 2:45
9. "Otis" – 2:51
10. "Light's Out" – 2:30
11. "Entrance at Rudebrook" – 2:14
12. "Lowlife" – 2:39